# شنکنهاوزن
شنکنهاوزن (به آلمانی: Schneckenhausen) یک شهر در آلمان است که در کایزرسلاوترن واقع شده‌است. شنکنهاوزن ۶۰۴ نفر جمعیت دارد.